# NGC 3673
NGC 3673 este o hi (21cm) source⁠(d) situată în constelația Hidra. A fost descoperită în 22 martie 1836 de către John Herschel. Se află la o distanță de 20,32 de megaparseci de Pământ.